# Medionidus conradicus
Medionidus conradicus е вид мида от семейство Unionidae.

## Разпространение
Видът е разпространен в САЩ.